# RTVE
La Corporación de Radio y Televisión Española, S.A., nota semplicemente come Radiotelevisión Española, o con l'acronimo RTVE, è il più importante gruppo radiotelevisivo in Spagna. È finanziato per il 50% da fondi pubblici e per il resto dei costi è pagato da una tassa sui ricavi delle compagnie telefoniche (del 0,9%), delle televisioni private in chiaro (del 3%) e a pagamento (dell'1,5%), in quanto il canone è stato abolito poco dopo la fondazione a causa dell'elevata evasione e dal 2010 non fa più raccolta pubblicitaria.

## Storia
RTVE inizia le proprie attività nel 1937 con le prime trasmissioni di Radio Nacional de España (RNE) dalla città di Salamanca. In questi primi anni, RNE fu uno strumento utile per la propaganda delle forze nazionaliste durante la guerra civile spagnola e sarebbe stato successivamente utilizzato da Francisco Franco per informare il pubblico spagnolo.
Nell'ottobre 1956 fu introdotta la televisione nel Paese e quasi due decenni dopo, nell'ottobre 1973, le due reti di trasmissione, RNE e Televisión Española (TVE) furono raggruppate nel servizio radio centralizzato Servicio Público Radiotelevisión Española.

Logo utilizzato dal 1977 al 1991

Ulteriori consolidamenti seguirono nel 1977, quando RTVE divenne un'organizzazione autonoma. Nel 1979, TVE e RNE furono affiancati da RCE, un servizio radiofonico che, a differenza di RNE, poteva trasmettere spot pubblicitari. Nel 1980, RTVE fu configurato, per statuto, come ente pubblico legale con giurisdizione propria. Secondo il rapporto annuale di RTVE (2003): "Questa legge nasce dalla Costituzione spagnola e dal pluralismo politico che la costituzione afferma come valore fondamentale dello stato di diritto; e in questo spirito ha concesso a RTVE il diritto di funzionare come organizzazione democratica". Il vecchio servizio di cinegiornali NO-DO (Notiziari e documentari) è stato prima inglobato da RTVE per poi essere assorbito completamente nel 1981. Da allora, gli archivi NO-DO sono di proprietà di RTVE e la sua conservazione è nelle loro mani e in quelle della Filmoteca Nacional. Nel 1989, il servizio RCE fu smantellato e si fuse con RNE.
Conformemente alla legge in materia di radio e televisione di Stato del 5 giugno 2006, e per far fronte a un enorme deficit, l'ente pubblico RTVE e le società TVE e RNE sono state sciolte, mentre le attività, prima svolte dalle singole aziende, sono state riunite a partire dal 1º gennaio 2007 sotto un unico soggetto, la Corporación RTVE, che gestisce il servizio radiotelevisivo pubblico spagnolo.
Nella ristrutturazione del 2007, è stato messo in atto un controverso piano per ridurre la forza lavoro di 4 855 unità attraverso incentivi alla pensione, nonostante RTVE sia il servizio di radiodiffusione pubblica con forza lavoro minore a livello europeo.
Nel 2012 le tensioni politiche associate al programma d'austerità del PP hanno portato ad alcuni cambiamenti nell'organico che i giornalisti estromessi intervistati dal The Guardian hanno interpretato come un atto per rimuovere le posizioni politiche più critiche dal personale aziendale. Sempre nello stesso anno il PP ha iniziato ad inserire nel personale di RTVE alcuni esponenti veterani del partito.
Nel dicembre 2018, RTVE ha lanciato un sito web in collaborazione con Filmoteca Española, disponibile via Internet con oltre 4000 video di film e documentari spagnoli. 

Logo utilizzato dal 1991 al 2008

## Gestione
Ai sensi della legge del 2006 in materia di radiodiffusione di Stato, la gestione del servizio pubblico nazionale è affidata a Corporación RTVE. Il Consiglio (Consejo de Administración) è l'organo principale di RTVE e nomina i dirigenti della società e delle sue affiliate, approva la sua organizzazione e la maggior parte delle attività principali. Il consiglio di amministrazione è composto da 12 membri; 8 membri sono scelti dal Congresso e 4 dal Senato, ciascuno a maggioranza dei due terzi e ciascuno per un mandato non rinnovabile della durata di sei anni, e 2 membri nominati dal Congresso devono essere proposti dai due principali sindacati di RTVE.
Il presidente ha il controllo operativo delle operazioni quotidiane, al fine di eseguire le decisioni e gli orientamenti del consiglio di amministrazione. Il presidente è nominato e può essere destituito dal Congresso. Prima della riforma del 2006, quest'ultima posizione era occupata dal ruolo del direttore generale, che di fatto aveva il controllo generale dell'azienda e veniva scelto dal governo solitamente in base al suo profilo politico.
Corporación RTVE è definita come "società mercantile statale" (sociedad mercantil estatal), con particolare autonomia e indipendenza dal governo e dall'amministrazione generale dello Stato, e svolge le sue funzioni attraverso TVE e RNE.
La maggior parte del personale è dipendente pubblico. Il News Council è un organo di controllo interno composto dai giornalisti di RTVE con l'obiettivo di salvaguardare l'indipendenza del gruppo.

## Strutture
| Logo | Nome                              | Descrizione |
| ---- | --------------------------------- | --- |
|      | Televisión Española               | Il gruppo televisivo di cui fanno parte La 1 (la prima rete e di target generalista), La 2 (improntata sulla cultura), Clan (dedicata ai giovani), Teledeporte (dedicata allo sport), 24 Horas (all-news) e TVE Internacional (la rete di canali internazionali, ricevibili via satellite) |
|      | Radio Nacional de España          | Composta da sei canali radiofonici |
|      | RTVE Instituto                    | |
|      | Orquesta Sinfonica y Coro de RTVE | |